# البيمارستان الصلاحي (القدس)

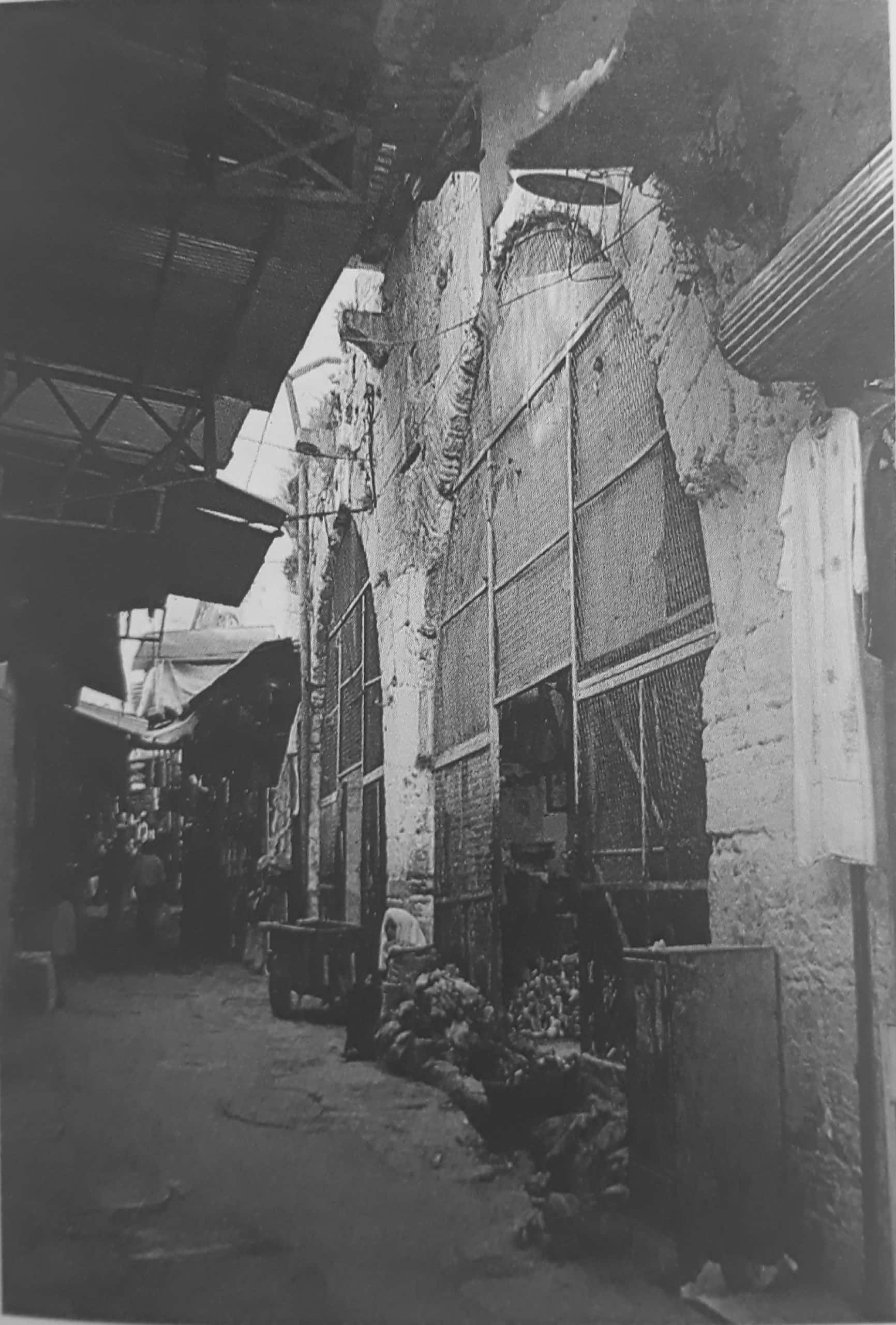
البازار، ما تبقى من البيمارستان الصلاحي

البيمارستان الصلاحي (القدس-الدولة الأيوبية) أنشأه الملك الناصر صلاح الدين الأيوبي عام(583هـ.1187م) غربي الحرم القدسي الشريف. وكان الفاطميون قد شيدوا بيمارستاناً بالقدس قبيل استيلاء الصليبيين عليها. وعقب استرداد صلاح الدين المدينة قام بتجديد هذا البناء، ورصد له أوقافاً جزيلة، وعين له بعض مشاهير الأطباء في عصره حيث كان الطب يدرس فيه أيضاً إلى جانب تقديم الخدمات الطبية المختلفة للمرضى، وكان مكوناً من فناء أوسط مكشوف تحيط به بائكة من دعامات وعقود حجرية وتتقدم هذه البائكة قاعات مختلفة المساحات المغطاة بسقوف ذات أقبية متقاطعة، أو سقوف برميلية، وكانت كل قاعة مخصصة لتخصص طبي بعينه مثل الكحالة (أمراض العيون) والطبائعية (أمراض المعدة). تعرض هذا البيمارستان لزلزال وقع في سنة 1458 م، وأدى إلى هدم أجزاء كبيرة منه. ولم يبق من البناء الأصلي إلا جزءا بسيطا، وهو البازار.